# 索普龍山脈

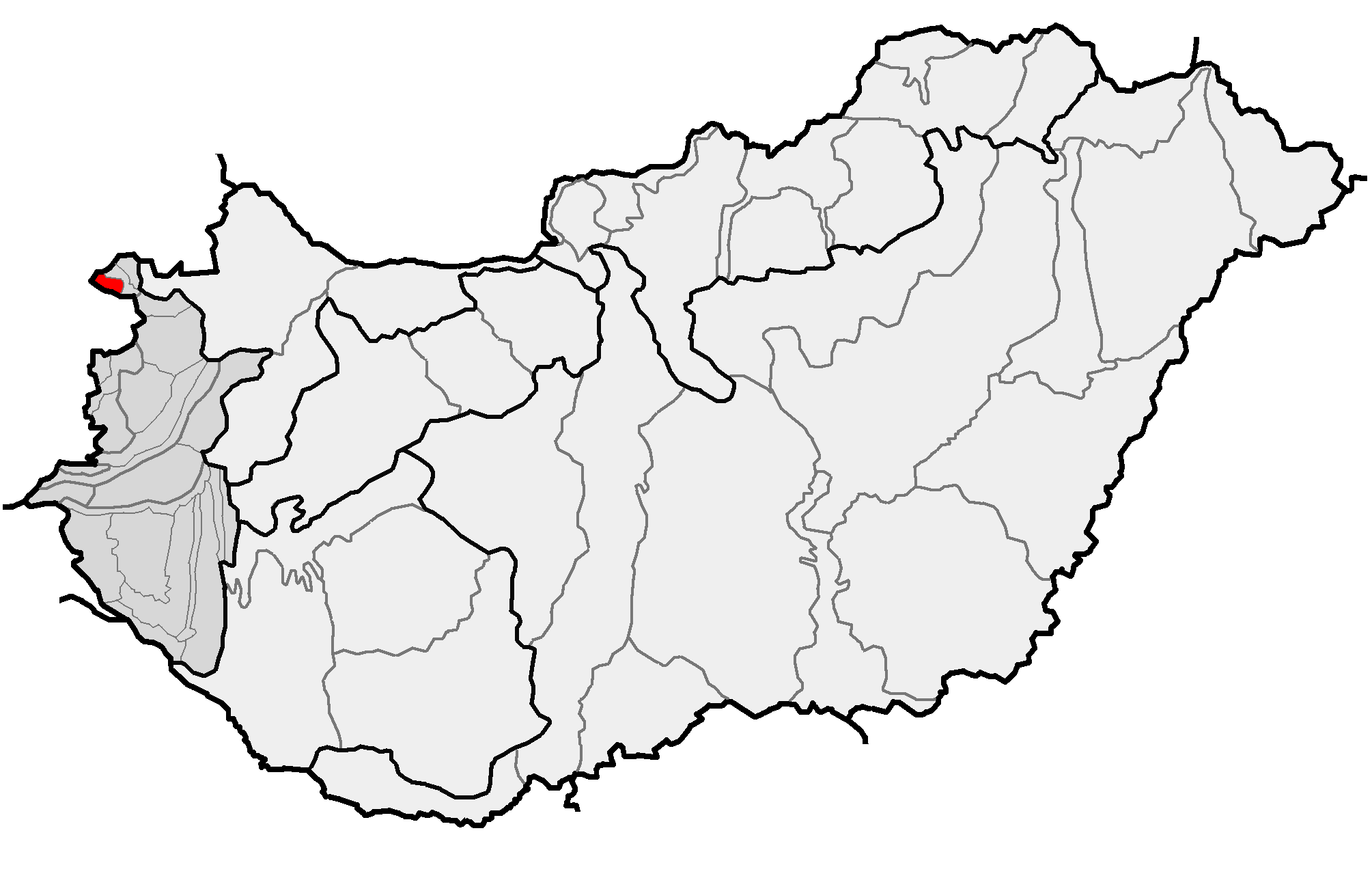

47°39′05″N 16°27′44″E / 47.65139°N 16.46222°E
索普龍山脈（德語：Ödenburger Gebirge），是奧地利的山脈，位於該國東部，由布爾根蘭州負責管轄，屬於阿爾卑斯山脈的一部分，面積50平方公里，最高點是布倫滕里格爾山海拔高度606米。